# 주일본 네덜란드 대사관
주일본 네덜란드 대사관(일본어: 駐日オランダ大使館, 네덜란드어: Nederlandse Ambassade in Japan)은 도쿄도 미나토구 시바고엔 3-6-3에 위치한 네덜란드 대사관이다. 현직 주일본 네덜란드 대사는 현재 공석 상태이다.

## 소재지
| 일본어 | 〒105-0011 東京都港区芝公園3-6-3             |
| 영어   | 3-6-3, Shiba Kōen, Minato-ku, Tokyo 105-0011 |

## 대사
2023년 8월 10일자로, 시어도러스 페터스가 임시대리대사로 임명되었다.

## 특이 사항
주한 네덜란드 대사관이 개설되기 직전부터 정식 주한 네덜란드 대사가 임명되기 전까지 이 대사관에 소속된 대사가 주한 대사까지 겸임한 이력이 과거에 있었다.

## 갤러리

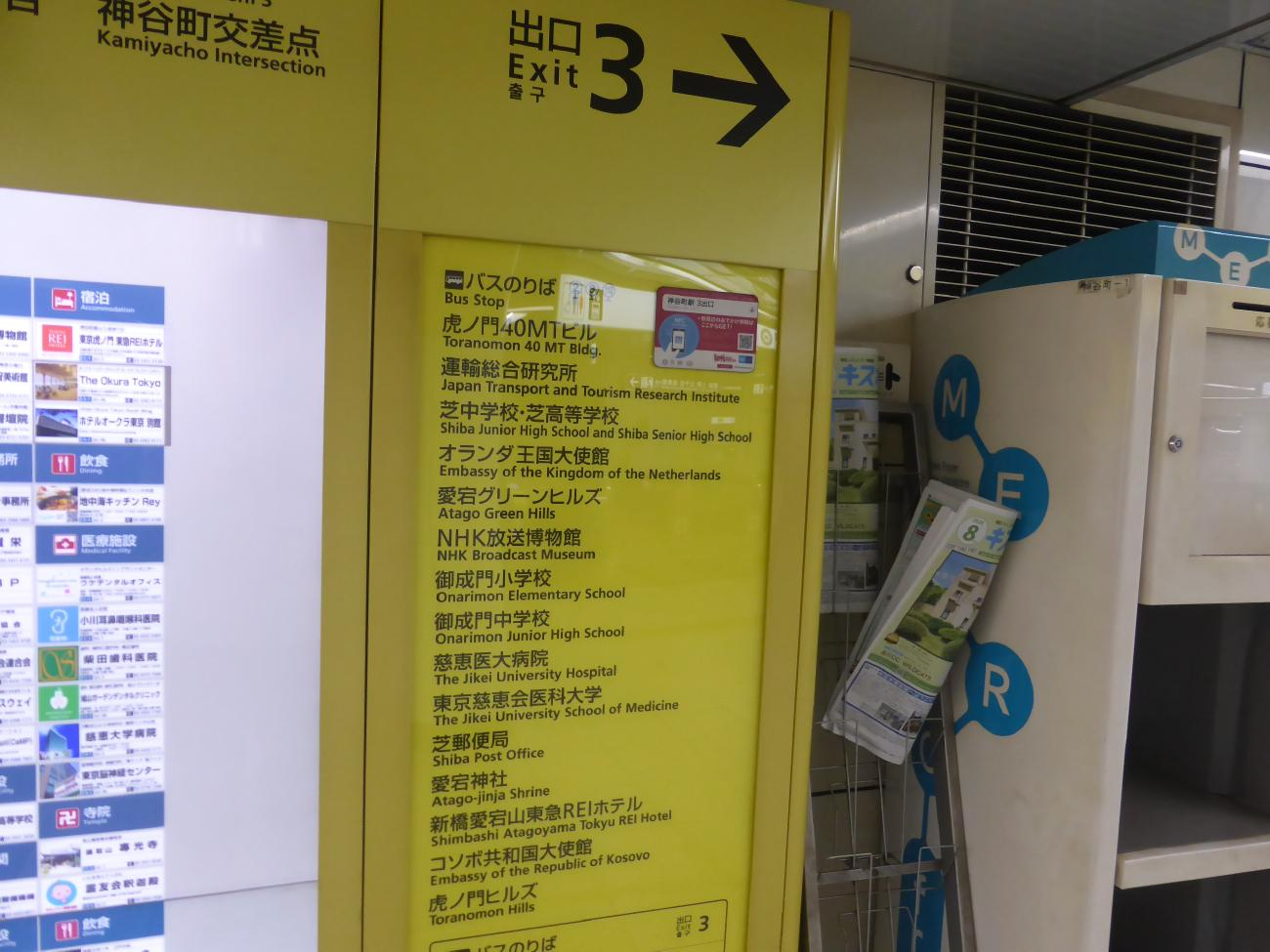
가미야초역 1번 및 3번 출구가 대사관 근처임.
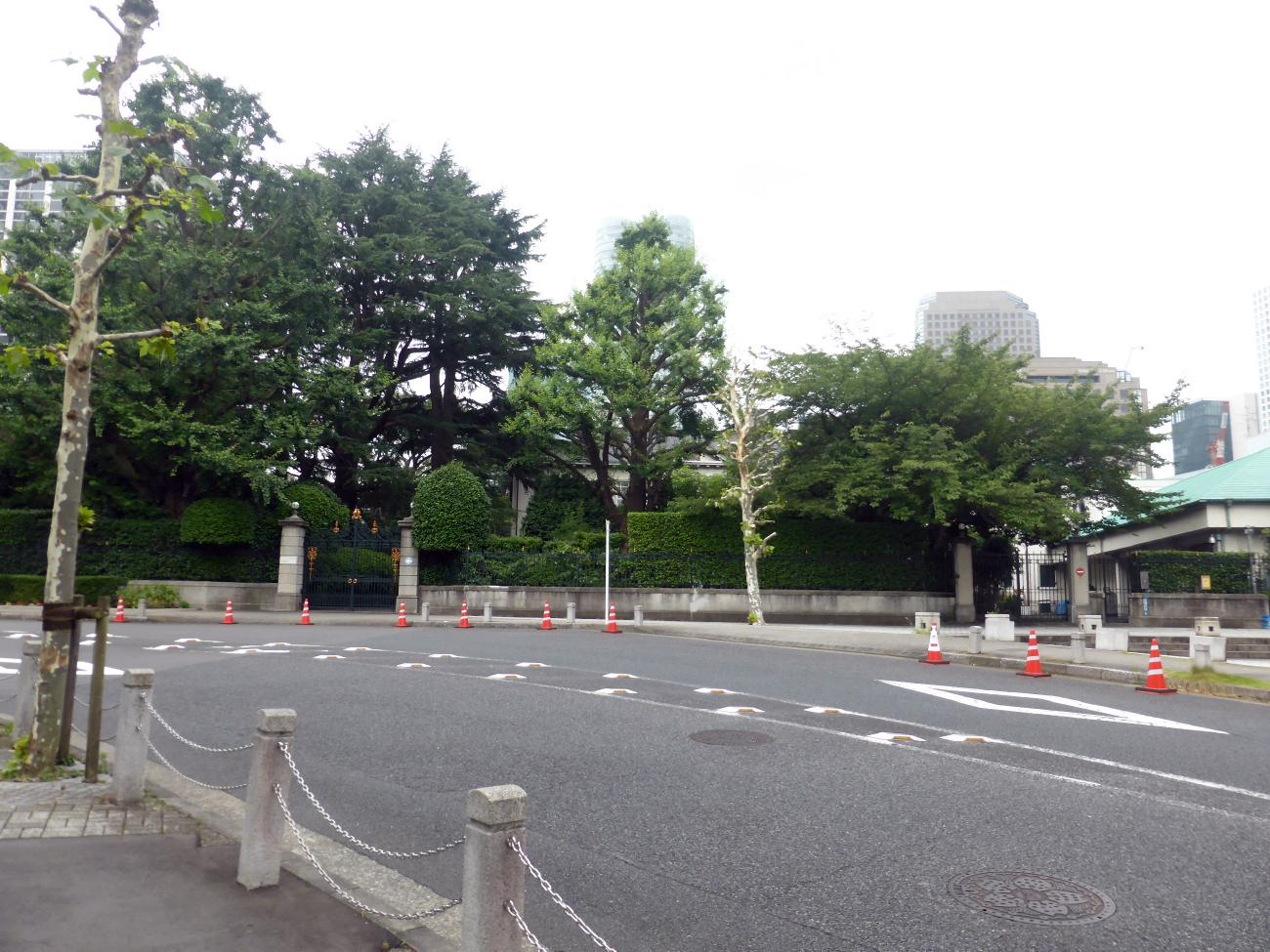
네덜란드 대사관 원경
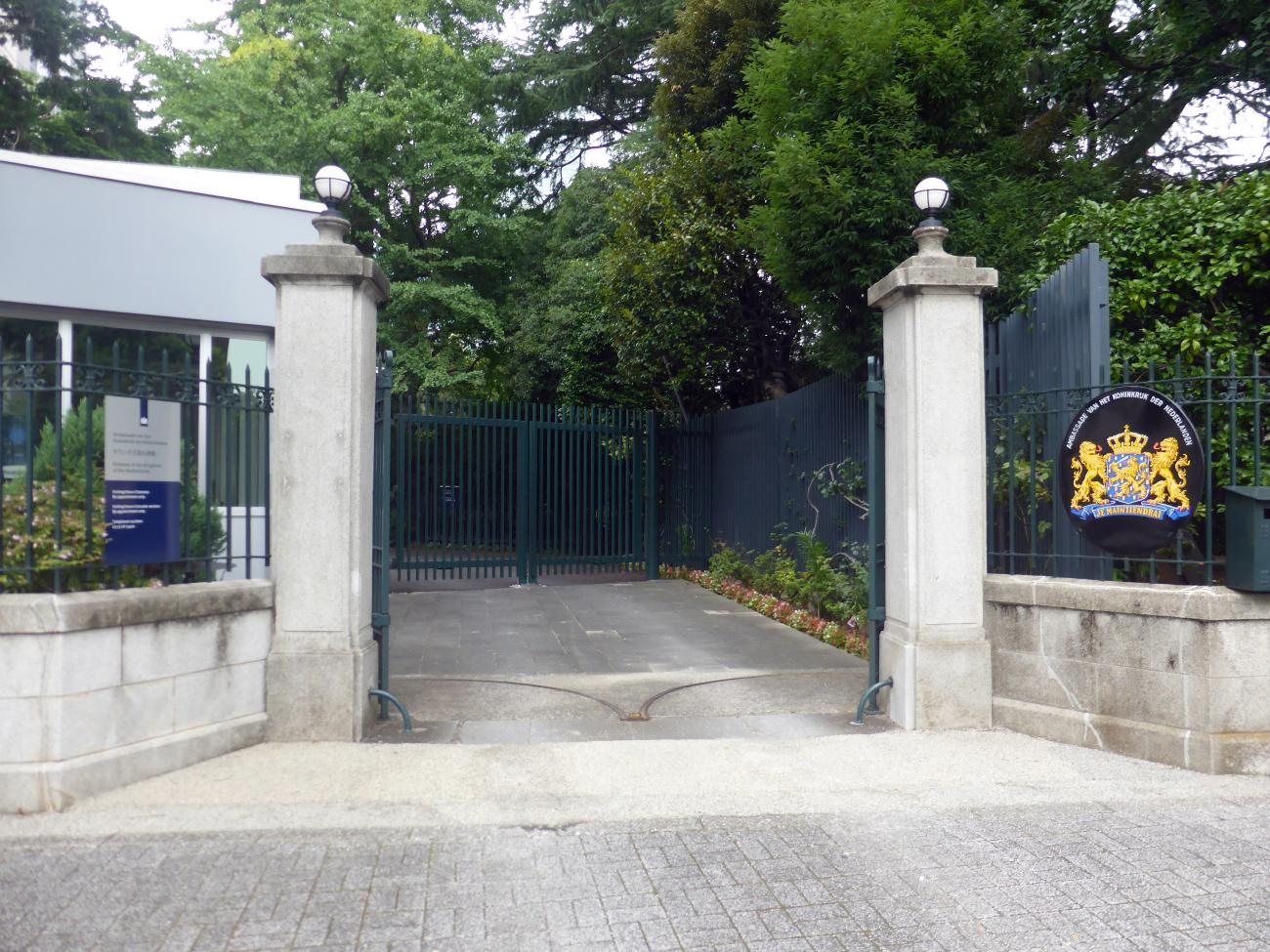
네덜란드 대사관 정문
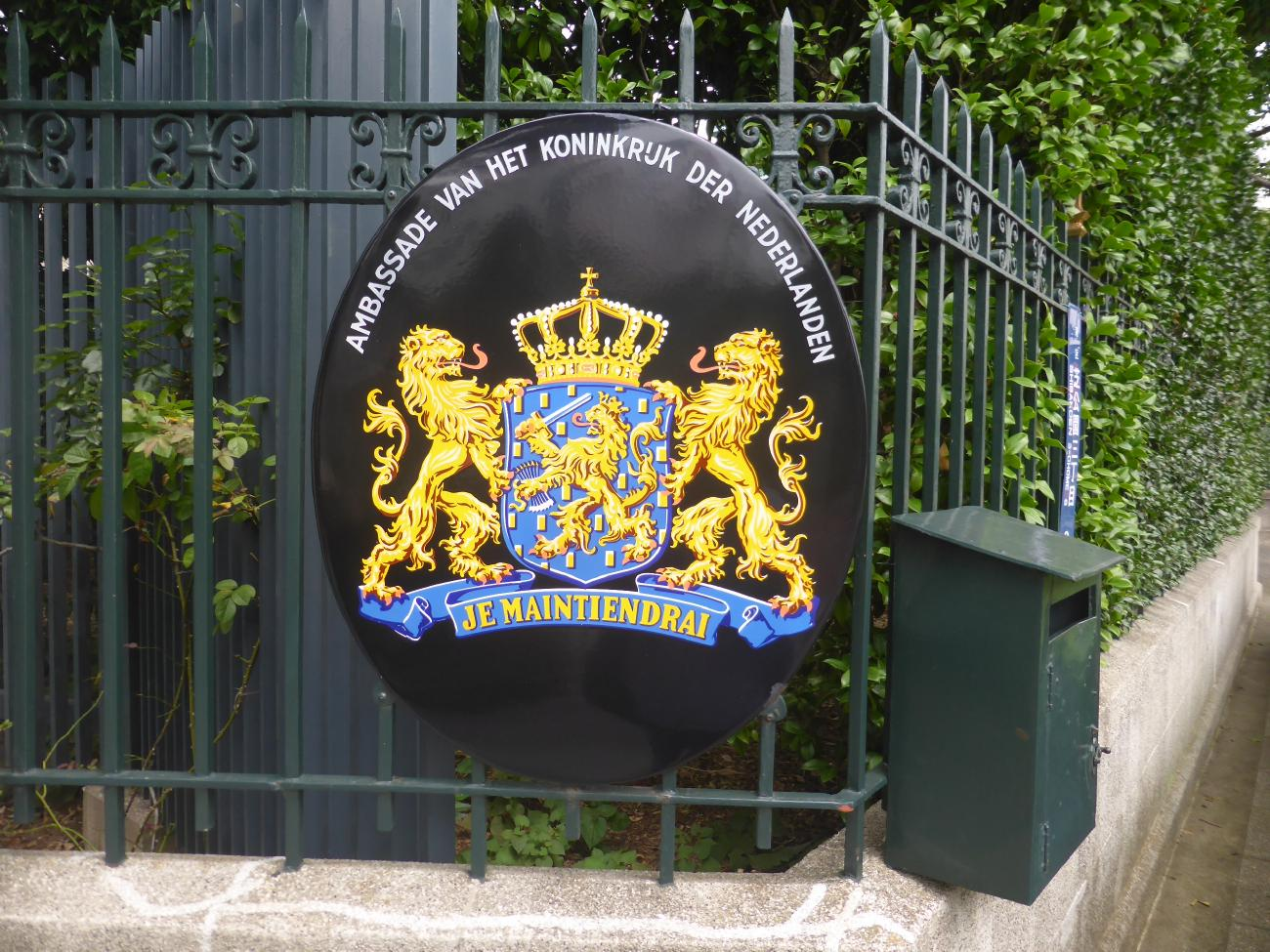
네덜란드 대사관 국장
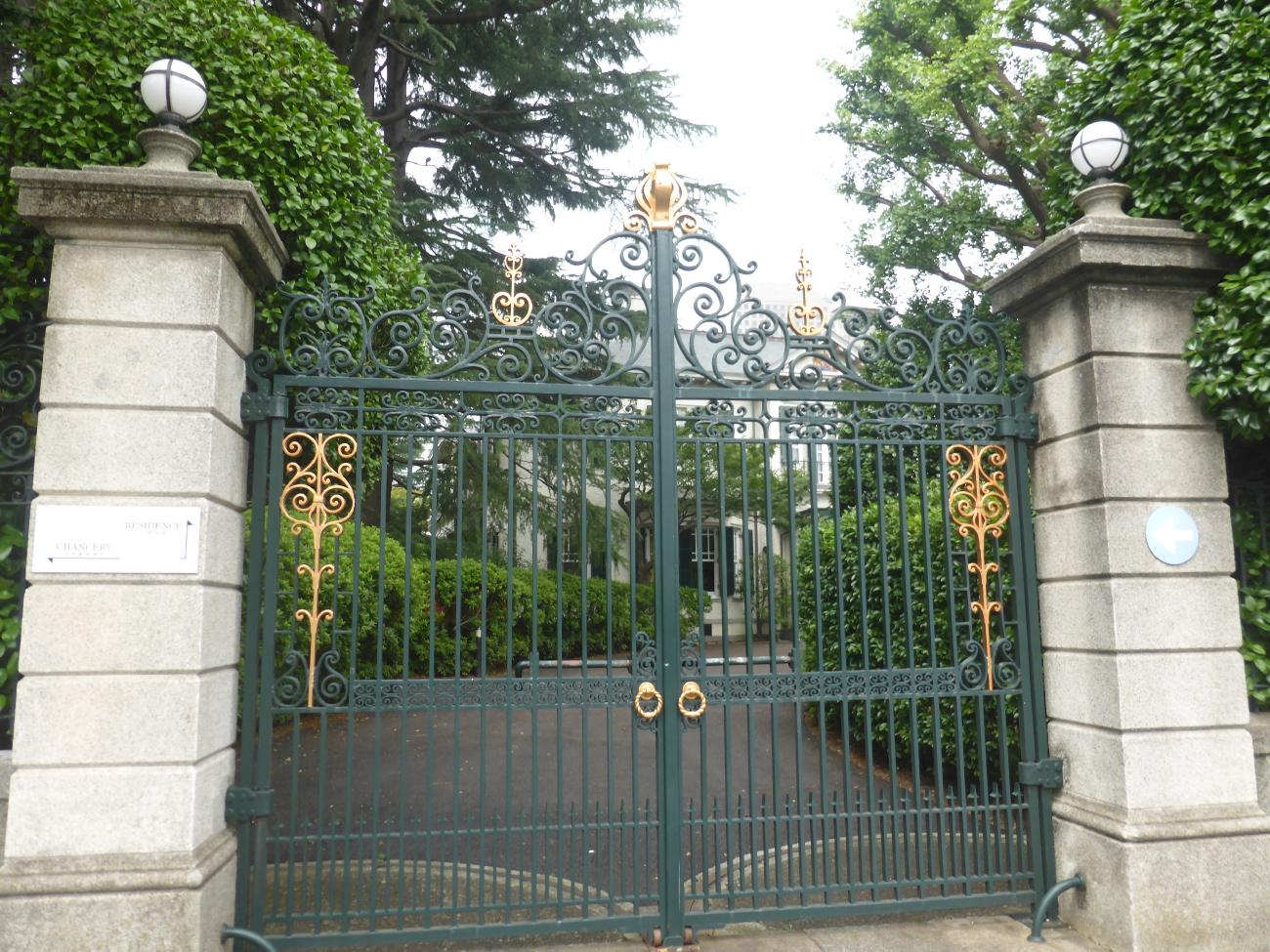
네덜란드 대사관 관저 정문
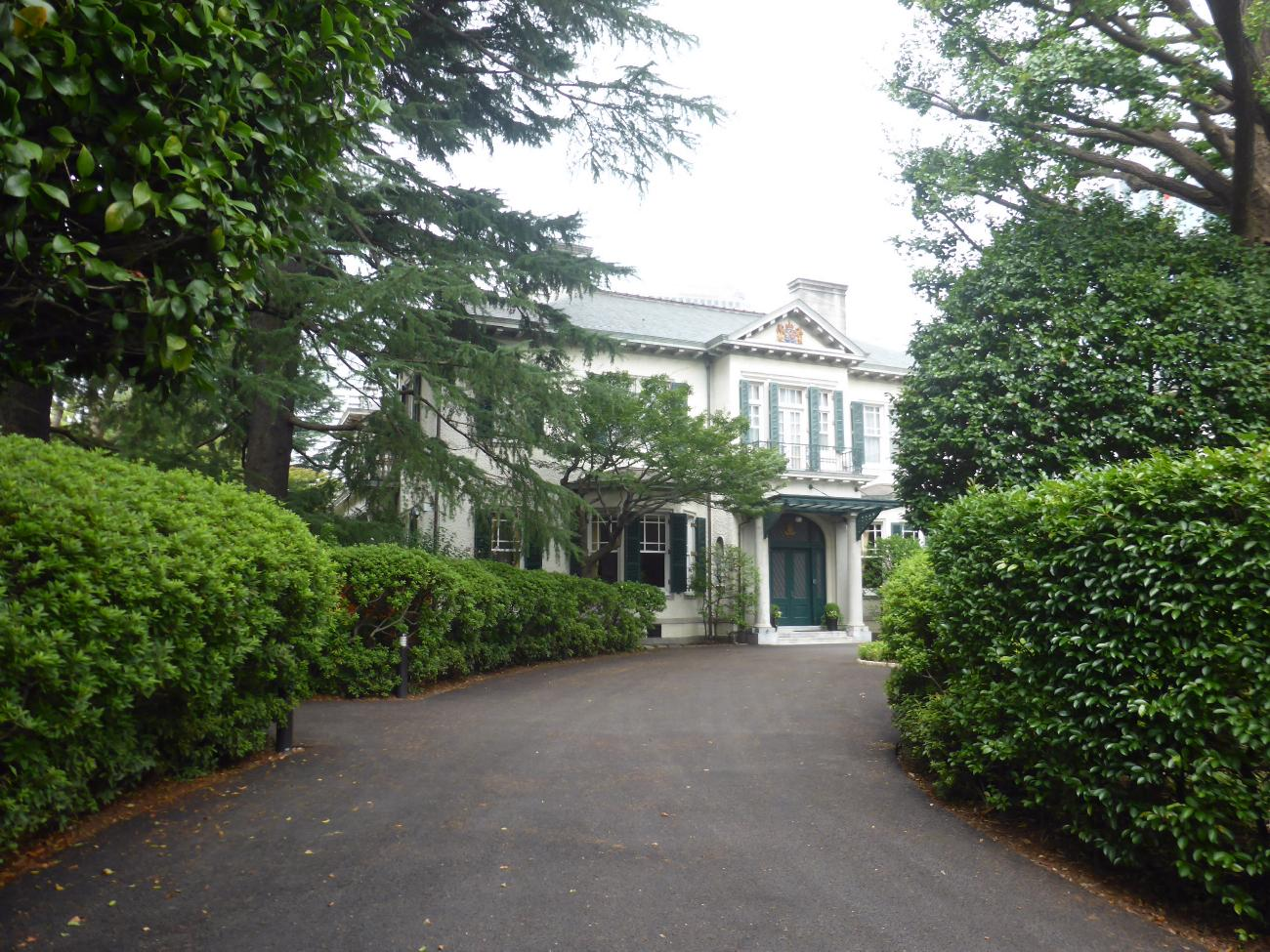
네덜란드 대사관 관저

## 같이 보기
관련 항목
- 네덜란드-일본 관계(영어판, 네덜란드어판)
- 주오사카 네덜란드 총영사관

주변국에 설치한 네덜란드 공관
- 주한 네덜란드 대사관